# Dorothy Jinarajadasa
Dorothy Jinarajadasa, död 1963, var en indisk feminist. 
Hon var grundaren av Women's Indian Association 1917. 